# کارویه
کارویه، روستایی از توابع بخش قهدریجان شهرستان فلاورجان در استان اصفهان ایران است.

## جمعیت
این روستا در دهستان گلستان (فلاورجان) واقع در بخش قهدریجان قرار دارد و براساس سرشماری مرکز آمار ایران در سال ۱۳۸۵، جمعیت آن ۱٬۰۹۶ نفر (۲۸۱خانوار) بوده‌است.